# 申泰権
申 泰権（シン・テグォン、朝鮮語: 신태권/申泰權、1915年6月25日 - 1983年11月9日または11月26日）は、大韓民国の判任官、弁護士、政治家。第3代韓国国会議員。

## 経歴
本籍は忠清南道。京城第一公立高等普通学校、京城法学専門学校卒。朝鮮弁護士試験合格。光州地方法院木浦支庁判任官、自由党江景邑党委員長を務めた後、1954年の第3代総選挙では自由党の候補として論山甲選挙区から当選した。他には国会法司委員会委員、国会民法審議小委員会委員、国会法司委員会幹事、大韓弁護士協会教育指導委員を務めた。後に自由党を離党した。
1983年11月26日、交通事故により高麗大附属九老病院で死去。享年69。